# You Are Free
Albums de Cat Power
The Covers Record
(2000) The Greatest (album)
(2006)
You are free est un album de Chan Marshall, alias Cat Power, sorti en 2003. 

## Description
La batterie est assurée par Dave Grohl (Nirvana, Foo Fighters) tandis qu'Eddie Vedder de Pearl Jam chante sur 2 titres (Good Woman et Evolution).

## Liste des titres
1. I Don't Blame You – 3:05
2. Free – 3:34
3. Good Woman (featuring Eddie Vedder) – 3:58
4. Speak for Me – 3:04
5. Werewolf (Michael Hurley) – 4:08
6. Fool – 3:49
7. He War – 3:31
8. Shaking Paper – 4:36
9. Babydoll – 2:56
10. Maybe Not – 4:19
11. Names – 4:50
12. Half of You – 2:42
13. Keep On Runnin (John Lee Hooker) – 3:51
14. Evolution – 4:44

## Bonus tracks
1. The Party (bonus édition japonaise) – 2:49